# Domnônia
Domnônia ou Dumnônia (em bretão:  Domnonea; em francês:  Domnonée) é o nome latinizado para um reino histórico no norte da Armórica (Bretanha) que existiu no séc. VI, fundado por imigrantes britanos de Dumnonia (Devon sub-romano) fugindo das invasões saxônicas da Grã-Bretanha no início da Idade Média (séc. IV e VI). O reino foi fundado nos últimos anos do Império Romano e incluía Trégor, Dol-de-Bretagne até Goelo e Penthièvre.
Em fontes históricas bretãs, Domnônia é mencionada como um Estado governado por reis, ou reges. As fontes francas merovíngias, por outro lado, falam deles apenas como condes ou comtes. Eram tratados como príncipes, mas depois obtiveram o título de reis dos bretões.

## História
Segundo a hagiografia bretã o reino foi fundado por Rigual, de Gwent, no País de Gales, por volta do  século V. Inicialmente, manteve laços com os outros reinos britânicos de Gales, Cornualha e Devon, de modo que a maioria dos nobres e clérigos do território eram originários do outro lado do Canal, como demonstrado pelas inúmeras lendas e hagiografias. Isto permaneceu durante séculos, de modo que durante o reinado de Henrique VIII da Inglaterra, o abade de Notre-Dame de Beauport tinha paróquias no condado de Goëlo e em Devon.
A história do território é pouco conhecida. Há uma lista de príncipes, incluindo Riotamo, que lutaram com os romanos contra os godos. Depois de 530, incluiu o futuro bispado de Léon e foi o principal reino da Bretanha. Há também uma teoria que afirma que havia uma única soberania entre os dois poderes, o Armoricano e o da Cornualha. Ele pode ter sido um líder militar britânico que protegia o Canal da Mancha de ataques piratas, talvez um aliado de Quildeberto I ou Clóvis I.
Judicael ap Hoel (São Judicael) governou Domnonea durante o século VI. Após um período de submissão aos reis merovíngios e carolíngios, como o resto da Bretanha, Domnônia tornou-se parte integrante do Reino da Bretanha a partir de 851, que se tornou o Ducado da Bretanha em 938.
Em 1034, o termo designou o Condado de Penthièvre sob o governo de Eudes, segundo filho de Godofredo I, Duque da Bretanha. O nome desapareceu logo depois.

## Governantes
Segundo hagiógrafos e historiadores Rigual foi o primeiro príncipe de Domnônia por volta do ano 500. Ele era Dux Brittonum, governando duas regiões ao longo de ambos os lados do Canal da Mancha.
- Rigual (515 - 520);
- Deroco (520 - 535) - Filho de Rigual;
- Jonas (535 - 540) - Filho de Deroco;
- Judual (540 - 545) - Filho de Jonas;
- Conomor (540 - 555) - Também chamado de Marcos;
- Judual (555 - 580) - Restabelecido;
- Judael (580 - 605) - Filho de Judual;
- Heloco (605 - 610);
- Judicael (?-?) - Filho mais velho de Judael; abdicou;
- Judoco (?) - Irmão de Ezequiel, abdicou;
- Vinoco (?) - Filho de Ezequiel; abdicou.